# Montagna di Reims
La Montagna di Reims è un rilievo boscoso situato nel dipartimento della Marna, tra le città di Reims e Épernay. In gran parte protetto dall'omonimo Parco naturale regionale, il suo territorio è caratterizzato dalla presenza della viticoltura legata alla produzione dello Champagne. A dispetto della limitata altitudine, il termine montagna è dovuto alla brusca elevazione del rilievo rispetto alle pianure circostanti.

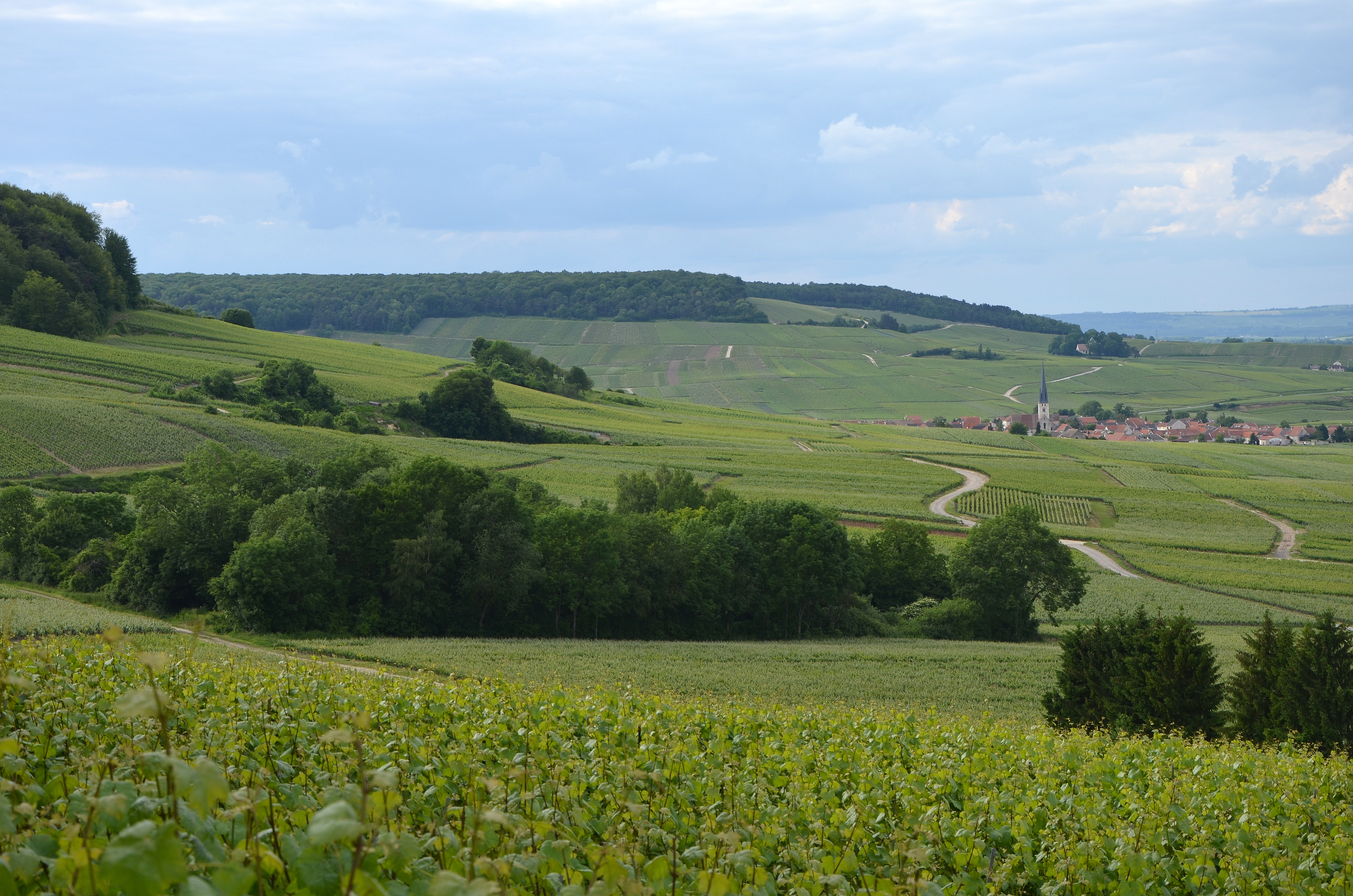
Paesaggio del versante nord